# عبدالملك اليوسفي
د / عبدالملك اليوسفي هو محلل سياسي يمني، وباحث استراتيجي وإعلامي وشاعر، يُعرف بظهوره المتكرر في القنوات الإخبارية العربية والدولية لتحليل الوضع السياسي في اليمن والشرق الأوسط. يتميّز بخطابه الوطني، ورؤيته التحليلية العميقة، ومناصرته المبكرة للدولة اليمنية الشرعية، ومناهضته لجماعة الحوثي والمشروع الإيراني في المنطقة.

## النشأة والتعليم
وُلد عبدالملك اليوسفي بمديرية المواسط، محافظة تعز، اليمن. نشأ في أسرة تهتم بالثقافة والسياسة والدين. التحق بكلية الطب بجامعة صنعاء، وهناك بدأ نشاطه الفكري والسياسي.

## المسيرة المهنية
بدأ في قطاع الأدوية بشركات عالمية مثل آسترازينيكا وبريستول مايرز سكويب، ثم شارك في تأسيس شركة الشهاب للأدوية. لاحقًا أسس شركة "رفاه للحلول الذكية" وقدم من خلالها حلولًا استراتيجية لقطاعات حيوية.

## العمل الإعلامي والسياسي
برز بعد 2015 كمحلل سياسي مستقل، وتحول إلى أحد أبرز الأصوات السياسية اليمنية في الإعلام العربي. شارك في:
- فرانس 24، BBC Arabic، سي إن إن بالعربية، ABC News الخ...
- إم بي سي (توضيح)، العربية، القاهرة الإخبارية، سكاي نيوز عربية ، ON TV الخ...
- قناة الحدث، قناة اليمن اليوم، قناة عدن الخ...

كما قدّم برنامجًا سياسيًا أسبوعيًا، ناقش فيه بناء الدولة والسلام، وكتب مقالات وتحليلات سياسية منتظمة.

## مواقفه السياسية
- مناهض للحوثيين منذ البداية : انحاز للدولة اليمنية الشرعية منذ ما قبل انطلاق "عاصفة الحزم"، معتبرًا أن الجماعة تسعى لتدمير مؤسسات الدولة وفرض سلطة قسرية على المجتمع.
- رفض التدويل المشوه : يرى أن المجتمع الدولي لم يكن حازمًا كفاية في مواجهة الميليشيا، وأن التهاون الدولي أدى إلى اتساع دائرة الانتهاكات.
- يدعم الحكومة الشرعية مع نقد بناء لأدائها : يؤمن بأهمية الإصلاح المؤسسي داخل الدولة الشرعية، ويدعو إلى محاربة الفساد، وتمكين الشباب والكفاءات الوطنية.
- يؤمن بالحل السياسي المشروط بنزع سلاح الميليشيات : يشترط للحل السياسي تفكيك الميليشيات، واستعادة مؤسسات الدولة، وعدم مكافأة العنف.
- يُحذر من تسييس الدين، ويعارض المشاريع المؤدلجة : يُعارض بشدة استغلال الدين لتحقيق مكاسب سياسية، سواء من قبل الحوثي أو الجماعات الإسلامية الأخرى.

## أبرز تصريحاته
- أنا أعرف نفسي بتعريف واحد: المشرد اليمني عبدالملك اليوسفي، الذي يريد العودة إلى بيته في صنعاء.
- الواقع اليمني يتشكل من جديد، وهو أقوى من أي حزب.
- الفساد في بعض وكالات الأمم المتحدة ممنهج.
- الحوثية مشروع استعلائي لا يمثل من يتحالف معه.
- الفساد في بعض وكالات الأمم المتحدة أصبح ممنهجًا ويُسهم في تأزيم الوضع.
- كل القوى التي كانت بمشاريعها الصغيرة... مسؤولة عن هذا الواقع ( وقع الحرب في اليمن )

## رحلته مع الإخوان المسلمين
انخرط عبدالملك اليوسفي في جماعة الإخوان المسلمين خلال فترة شبابه، حيث استُقطب في الثمانينيات كطالب متفوق، ومرّ بجميع المراحل التنظيمية من التمهيد إلى القيادة الطلابية في الجامعة.
لكنه مع بداية الألفية، بدأ يشعر بالتحول الفكري نتيجة ما وصفه بـ"تسييس الدعوة" و"استخدام الدين لأغراض حزبية".
في عام 2001، أعلن خروجه من الجماعة وتحلله من البيعة، بعد تجربة امتدت 11 عاماً.
وقد صرّح لاحقاً بأن تلك التجربة كانت بمثابة مدرسة سياسية أسهمت في بناء أدواته التحليلية، لكنها تركت لديه رفضاً حاسماً لأي مشروع يستخدم الدين غطاءً سياسياً.

## تجربته الشعرية
إمتلك عبدالملك اليوسفي رصيدًا أدبياً مميزاً، حيث بدأ كتابة الشعر في سن مبكرة.
في عام 1995، شارك في صباحية شعرية بصنعاء إلى جانب الشاعر اليمني الكبير عبدالله البردوني، الذي وقف ليصفق له بعد إحدى قصائده.
نشر لاحقاً ديوان "شهوة الضوء" الذي ترجم للعديد من اللغات الآخرى مثل الإنجليزية والفرنسية، و كتب مقدمته الدكتور عبدالعزيز المقالح، وأشاد فيه قائلاً: "عبدالملك اليوسفي دخل عالم الشعر بامتدار".
في عام 2010، شارك في صباحية شعرية أقيمت في الصالون الثقافي اليمني بالعاصمة صنعاء، برفقة الشاعر السعودي إبراهيم الجريفاني، وذلك برعاية وزير الثقافة.
يعبر في قصائده عن هموم الوطن والإنسان، ويمزج بين التعبير الفني والوعي السياسي، ويعتبر أن "الشعر هو صوته الداخلي عندما تسكت السياسة".

## المشاركات الدولية
- شارك إعلاميًا في القمة العربية الإسلامية 2022 بالرياض.
- عضو رسمي في مشاورات الرياض.
- يقدم تحليلات بالإنجليزية عبر قنوات دولية.
- حضر عددًا من المؤتمرات السياسية والاستراتيجية في الخليج وأوروبا.

## المهارات واللغات
- يجيد اللغة العربية واللغة الإنجليزية بطلاقة.
- خبرة في التخطيط الاستراتيجي، إدارة المخاطر، والتحولات السياسية.

## روابط خارجية
- حسابه على منصة X
- قناتة الرسمية على يوتيوب
- فيديو: في أي زيارات دبلوماسية … أهمية احترام مؤسسات الدولة – د. عبدالملك اليوسفي
- فيديو: د. عبدالملك اليوسفي حول سيطرة الحوثي على الدولة (مركز الأخبار، أبوظبي)
- فيديو: الولايات المتحدة تتحمّل مسؤولية انتهاك سيادة اليمن – د. اليوسفي
- فيديو: الثاني من ديسمبر قرار متخَّذ – د. عبدالملك اليوسفي
- فرانس 24 – تحليل: تدخل الخليج في اليمن وموقف المحلل السياسي عبدالملك اليوسفي
- قناة العربية – حديث عبدالملك اليوسفي عن موقف الحكومة اليمنية من متاجرة الحوثي بالقضية الفلسطينية – 23 يوليو 2024
- العربيةFM على X – تصريح: "اليمن دخل على خط الصراع بين إيران وإسرائيل" – عبدالملك اليوسفي
- قناة الحدث – تصريح: "هناك خطأ استراتيجي وقعت فيه أمريكا وبريطانيا بشأن الحوثيين" – عبدالملك اليوسفي